# Plouézec
Plouézec [pluezɛk] est une commune française de l'ancien pays du Goëlo proche de Paimpol  dans la baie de Saint-Brieuc, située dans le département des Côtes-d'Armor en région Bretagne.

## Géographie

### Situation
Plouézec se situe sur l'ancienne route nationale 786 de Saint-Malo (118 km à l'est) et Saint-Brieuc (37 km au sud-est) à Paimpol (7 km au nord-ouest), Lannion (42 km à l'ouest) et Morlaix. Saint-Quay-Portrieux est à 20 km au sud-est, Guingamp à 31 km au sud-ouest, Rennes à 139 km au sud-est.
Commune côtière, ses falaises bordent l'extrémité ouest de la baie de Saint-Brieuc avec l'anse de Bréhec, et se prolongent vers l'ouest pour former l'extrémité est de la baie de Paimpol. Elles sont longées par le sentier de grande randonnée GR34 dit sentier des douaniers.

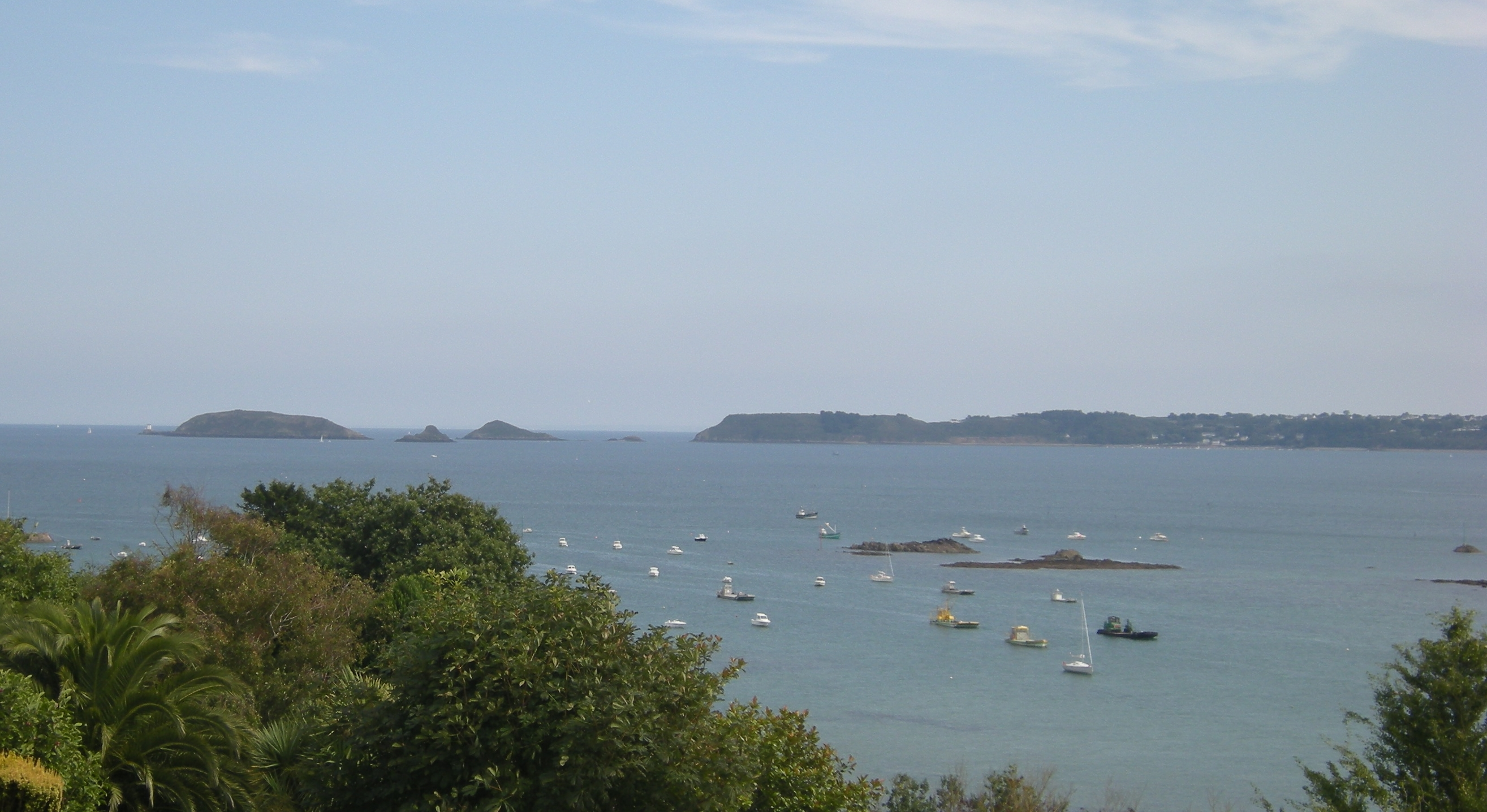
Les Mez de Goëlo et la pointe de Plouézec à droite, vus depuis Pors-Even (Ploubazlanec).

Outre les hameaux et lieux-dits cités plus bas, le territoire de Plouézec inclut aussi trois îlots en prolongement de la pointe de Plouézec : le Petit Mez de Goëlo appelée localement « le taurel », le Grand Mez de Goëlo (avec l'Hospic, rocher à 400 m à l'est du Grand Mez de Goëlo) appelé localement « moël enez » (île chauve) et l'île Lémenez. Bien que ces trois îles séparent l'anse de Paimpol de l'anse de Bréhec, leur géophysique les rattache à la baie de Paimpol, entourées qu'elles sont du même environnement côtier. L'île de Bréhat est à 7 km à vol d'oiseau de la pointe de Plouézec.

### Hydrographie
Pour un article plus général, voir Réseau hydrographique des Côtes-d'Armor.
La commune est située dans le bassin Loire-Bretagne. Elle est drainée par le Kergolo et le Porz Donan,,.

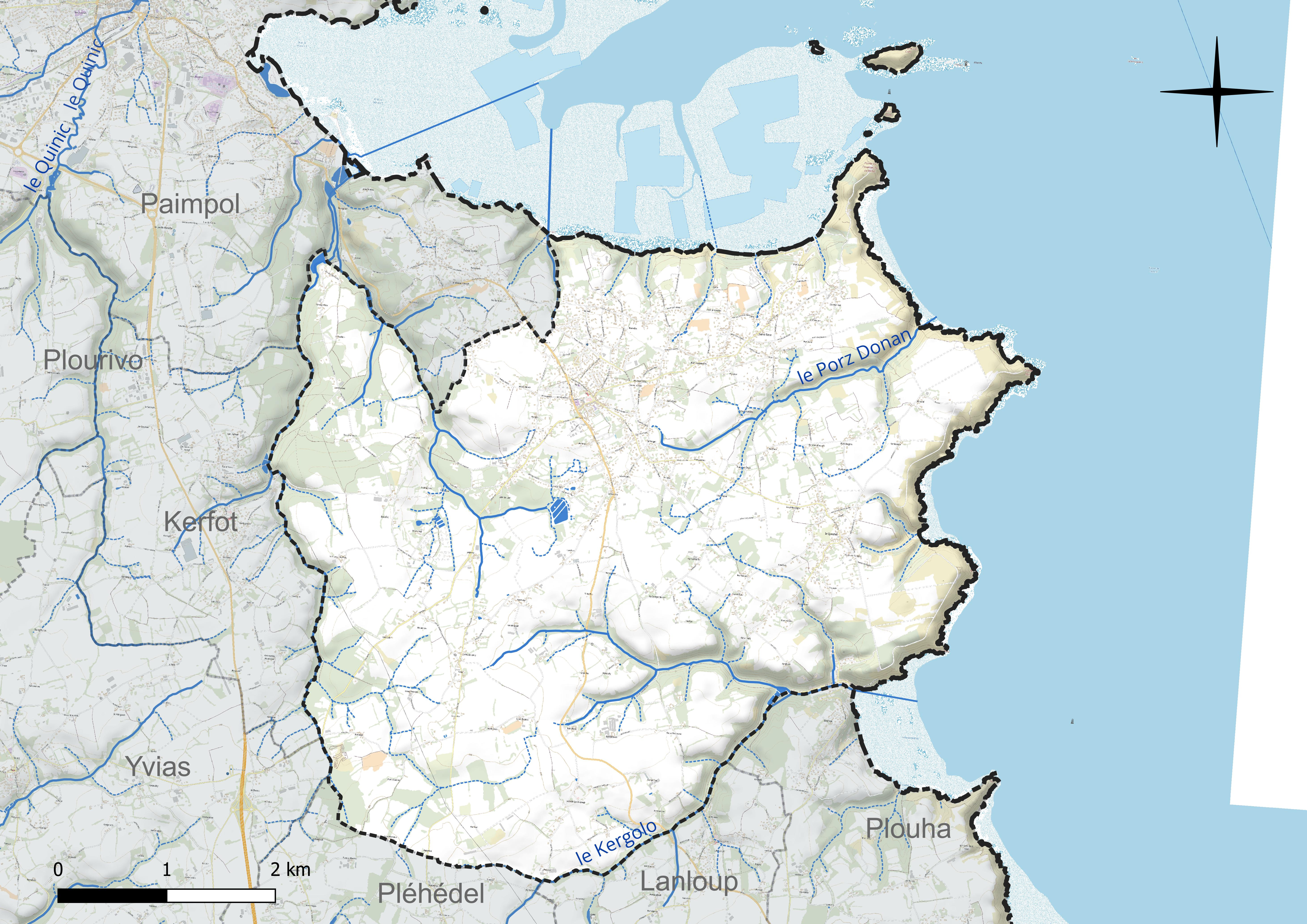
Réseau hydrographique de Plouézec.

### Hameaux et lieux-dits
Une partie du bourg de Bréhec, qui se trouve dans le nord de la commune de Plouha, s'étend pour environ 200 m dans le sud de la commune de Plouézec. Plouézec bénéficie ainsi d'une ouverture sur l'anse de Bréhec et sa belle plage de sable fin, et le port de plaisance de Bréhec se trouve en partie sur son territoire.

Plage de Bréhec, Plouézec à gauche et Plouha à droite.

### Cadre géologique

Carte géologique du Massif armoricain, avec au nord-est le batholite mancellien et ses nombreux plutons de granite cadomien (Trégor, Lanhélin, Louvigné, Vire, Avranches…). Ce batholite dessine une ellipse de 150 km (d'Alençon à la Rance) sur 90 km (de Vitré à Vire).

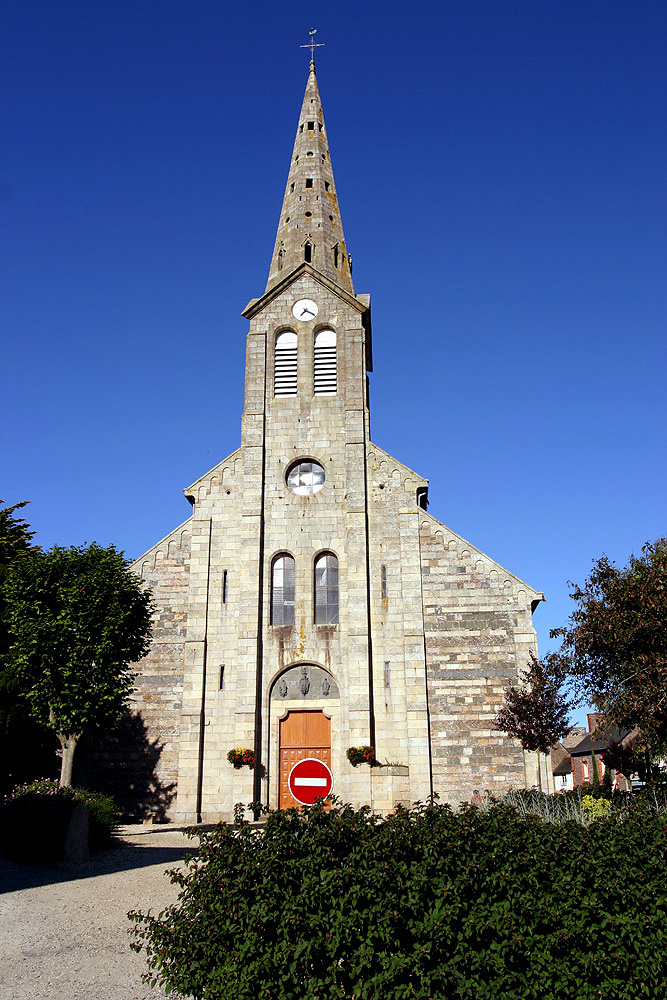
Exemple de polylithisme, l'église de Plouézec.

Plouézec est localisée dans la partie médiane du domaine nord armoricain, unité géologique du Massif armoricain qui est le résultat de trois chaînes de montagnes successives. Le site géologique de Plouézec se situe plus précisément dans l'unité de Saint-Brieuc formée d'un bassin sédimentaire essentiellement briovérien (constitué de formations volcano-sédimentaires) limité au sud par le  décrochement dextre nord-armoricain (faille de Molène – Moncontour), au nord-est par un important massif granitique cadomien, le batholite du Trégor et au sud-ouest le pluton de Lanhélin qui font partie d'un ensemble plus vaste, le batholite mancellien,.
L'histoire géologique du plateau du Trégor est marquée par le cycle cadomien (entre 750 et 540 Ma) qui se traduit par la surrection de la chaîne cadomienne qui devait culminer à environ 4 000 m et regroupait à cette époque (avant l'ouverture de l'océan Atlantique) des terrains du Canada oriental, d'Angleterre, d'Irlande, d'Espagne et de Bohême. Cette ceinture cadomienne se suit à travers le Nord du Massif armoricain depuis le Trégor (baie de Morlaix) jusqu'au Cotentin. À une collision continentale succède une période de subduction de l'océan celtique vers le sud-est, sous la microplaque Armorica appartenant alors au supercontinent Gondwana. Des failles de direction N40°-N50°enregistrent un raccourcissement oblique, orienté environ NNE-SSW. Cette tectonique régionale entraîne un métamorphisme à haute température et basse pression. À la fin du Précambrien supérieur, les sédiments briovériens issus de l’érosion rapide de la chaîne cadomienne sont ainsi fortement déformés, plissés, formant essentiellement des schistes et des gneiss. Les massifs granitiques du Mancellien (notamment le massif côtier nord-trégorrois, le granite de Plouha, les diorites et gabbros de Saint-Quay-Portrieux), dont la mise en place est liée au cisaillement nord-armoricain scellent la fin de la déformation ductile de l'orogenèse cadomienne. À leur tour, ces massifs granitiques sont arasés, leurs débris se sédimentant dans de nouvelles mers, formant les « Séries rouges » qui se déposent dans le bassin ordovicien de Plouézec-Plourivo (20 × 8 km), hémi-graben limité au nord par la faille de Trégorrois. Les grands traits de l’évolution géologique du Trégor sont alors fixés. L'altération transforme les roches métasédimentaires en formations argilo-sableuses. Enfin, au Plio-quaternaire, les roches du substratum sont localement recouvertes par des dépôts récents issus de l’action du vent (lœss, limons sur les coteaux). 

La région comporte ainsi, au-dessus d'un socle granitique (750-650 Ma), une épaisse séquence volcanique et sédimentaire (600 Ma), elle-même intrudée par de nombreux plutons gabbro-dioritiques (580 Ma) contemporains de la déformation. Elle correspond à la subduction d'un domaine océanique vers le sud-est sous la marge nord du Gondwana, entraînant un métamorphisme à haute température et basse pression (subduction engendrant un bassin intra-arc ou une zone de chevauchement, les deux hypothèses restant débattues).
De Paimpol vers Plouézec, la montée au niveau de Kérity débute par un petit étang sur le bord droite de la route et marque le franchissement de la grande faille du Trégorrois. La carrière de Kérity près de l'abbaye de Beauport montre un front de taille constitué de brèches volcaniques aux faciès pépéritiques qui témoignent de la contemporanéité entre volcanisme et sédimentation. À la pointe de Kerarzic, une faille bordière met en contact le socle briovérien (formations schisto-gréseuses, quartzitiques et greywackeuses) avec les séries rouges du bassin. La pointe de Minard permet d'observer les sédiments turbiditiques avec des figures de sédimentation (granoclassement, stratifications entrecroisées, load cast (en), etc.).

### Climat
Pour des articles plus généraux, voir Climat de la Bretagne et Climat des Côtes-d'Armor.
En 2010, le climat de la commune est de type climat océanique franc, selon une étude du Centre national de la recherche scientifique s'appuyant sur une série de données couvrant la période 1971-2000. En 2020, Météo-France publie une typologie des climats de la France métropolitaine dans laquelle la commune est exposée à un climat océanique et est dans la région climatique Finistère nord, caractérisée par une pluviométrie élevée, des températures douces en hiver (6 °C), fraîches en été et des vents forts. Parallèlement l'observatoire de l'environnement en Bretagne publie en 2020 un zonage climatique de la région Bretagne, s'appuyant sur des données de Météo-France de 2009. La commune est, selon ce zonage, dans la zone « Littoral », exposée à un climat venté, avec des étés frais mais doux en hiver et des pluies moyennes.
Pour la période 1971-2000, la température annuelle moyenne est de 10,9 °C, avec une amplitude thermique annuelle de 10,6 °C. Le cumul annuel moyen de précipitations est de 736 mm, avec 12,6 jours de précipitations en janvier et 6,5 jours en juillet. Pour la période 1991-2020, la température moyenne annuelle observée sur la station météorologique la plus proche, située sur la commune de Lanleff à 7 km à vol d'oiseau, est de 11,7 °C et le cumul annuel moyen de précipitations est de 845,9 mm,. Pour l'avenir, les paramètres climatiques de la commune estimés pour 2050 selon différents scénarios d'émission de gaz à effet de serre sont consultables sur un site dédié publié par Météo-France en novembre 2022.

## Urbanisme

### Typologie
Au 1er janvier 2024, Plouézec est catégorisée commune rurale à habitat dispersé, selon la nouvelle grille communale de densité à 7 niveaux définie par l'Insee en 2022.
Elle appartient à l'unité urbaine de Plouézec, une unité urbaine monocommunale constituant une ville isolée,. Par ailleurs la commune fait partie de l'aire d'attraction de Paimpol, dont elle est une commune de la couronne,. Cette aire, qui regroupe 13 communes, est catégorisée dans les aires de moins de 50 000 habitants,.
La commune, bordée par la Manche, est également une commune littorale au sens de la loi du 3 janvier 1986, dite loi littoral. Des dispositions spécifiques d’urbanisme s’y appliquent dès lors afin de préserver les espaces naturels, les sites, les paysages et l’équilibre écologique du littoral, tel le principe d'inconstructibilité, en dehors des espaces urbanisés, sur la bande littorale des 100 mètres, ou plus si le plan local d’urbanisme le prévoit.

### Occupation des sols
L'occupation des sols de la commune, telle qu'elle ressort de la base de données européenne d’occupation biophysique des sols Corine Land Cover (CLC), est marquée par l'importance des territoires agricoles (61,8 % en 2018), en diminution par rapport à 1990 (66,5 %). La répartition détaillée en 2018 est la suivante :
zones agricoles hétérogènes (40 %), terres arables (20,7 %), zones urbanisées (15,5 %), forêts (13,8 %), milieux à végétation arbustive et/ou herbacée (7,6 %), prairies (1,1 %), eaux maritimes (0,8 %), zones humides côtières (0,5 %). L'évolution de l’occupation des sols de la commune et de ses infrastructures peut être observée sur les différentes représentations cartographiques du territoire : la carte de Cassini (XVIIIe siècle), la carte d'état-major (1820-1866) et les cartes ou photos aériennes de l'IGN pour la période actuelle (1950 à aujourd'hui).

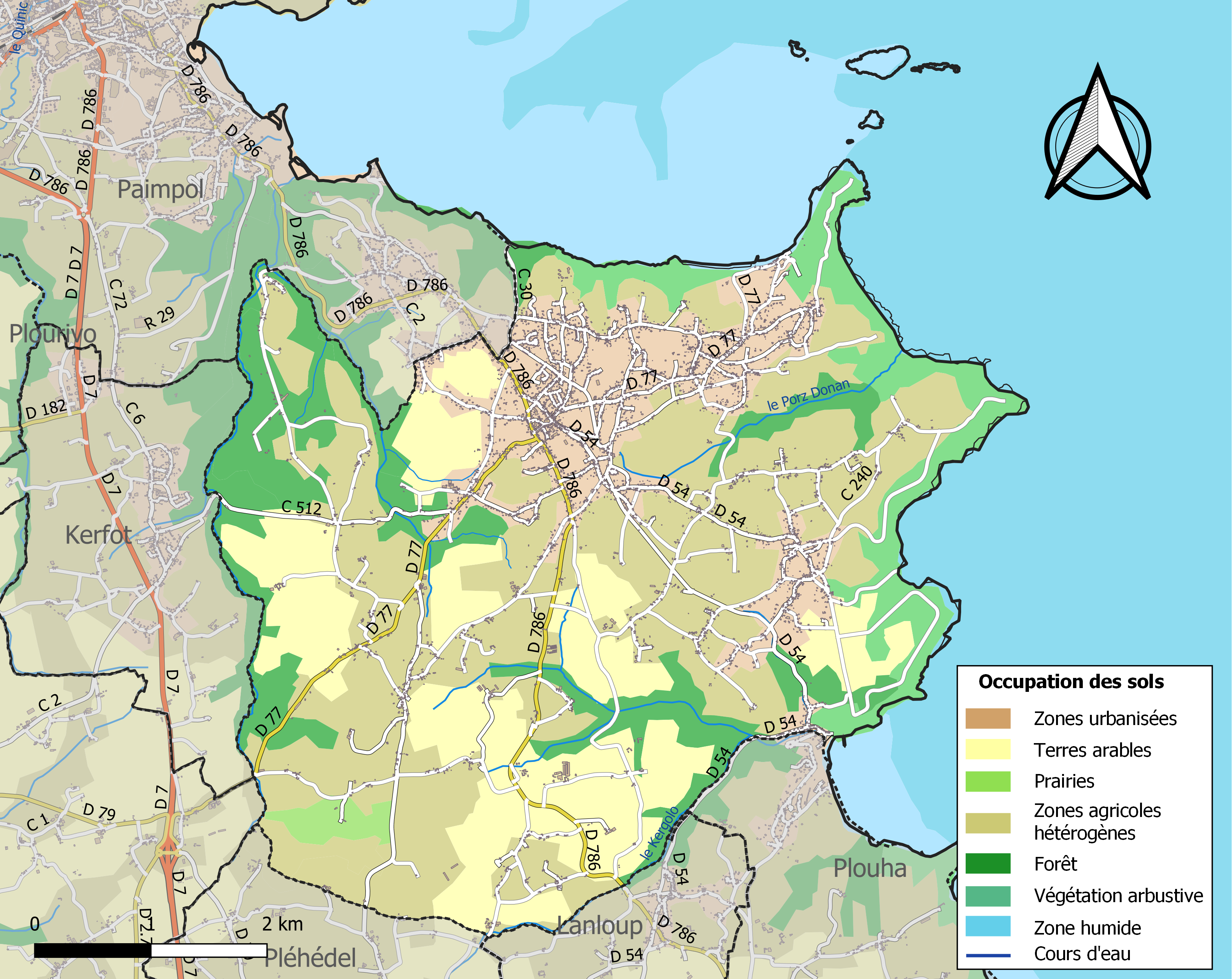
Carte des infrastructures et de l'occupation des sols de la commune en 2018 (CLC).

## Toponymie
Le nom de la localité est attesté sous les formes Plohozec Goilou en 1184 et en 1189, Plohedec en 1198, parochia Plouezec et Plouec en 1202, Ploozoc, Plouoc Goilou, Plooc et Pluec en 1202, Ploozoc in Goilou et en 1206, Plooc en 1206, Ploozouc en 1208, Ploozoc en 1212, Plooc en 1213 et en 1214, Ploozoc en 1218 et en 1219, Plooc en 1225, Plohozoc en 1247, Ploodec en 1252, Ploec et Ploezec en 1266, Ploezec en 1271, vers 1330 et 1368, Ploezeuc en 1419 et en 1428.
Ploueg-ar-Mor en breton moderne.
Comme beaucoup de paroisses primitives fondées entre les Ve et VIIe siècles, son nom vient de l’ancien breton ploe ou plou, (mot issu du latin plebs, plebis, f : le peuple) signifiant finalement paroisse, et de hez signifiant la paix, selon l'analyse étymologique de Bernard Tanguy. Ce mot en vieux-breton est encore usité en gallois. L'existence de l'hagionyme « saint Hozec » est en effet très peu vraisemblable. Plœuc-sur-Lié et Plouec-du-Trieux ont la même étymologie.

## Devise
La devise de la commune est Tud Ploueg o deus ar mor evit gavel, qui signifie en français « Les gens de Plouézec ont la mer pour berceau ».
L'ancienne table d'orientation de Bilfot comportait une autre devise : Me a zalc'ho  qui se traduit par « je tiendrai bon ».

## Histoire

### Ancien Régime
Sous l’Ancien Régime, Plouézec était une paroisse appartenant à l’évêché de Saint-Brieuc et au comté du Goëlo.
Plouézec a été tout autant que Paimpol tourné vers la pêche à la morue depuis le XVe siècle et, fin XIXe et début XXe siècles, vers la grande pêche au large de l'Islande qui a rendu Paimpol célèbre avec le roman Pêcheur d'Islande de Pierre Loti (1886).

### XXesiècle

#### Les guerres duXXesiècle
Le monument aux Morts porte les noms de 146 soldats morts pour la Patrie :
- 96 sont morts durant la Première Guerre mondiale.
- 47 sont morts durant la Seconde Guerre mondiale.
- 2 sont morts durant la guerre d'Algérie.
- 1 est mort dans le cadre des Troupes Françaises d'Occupation en Allemagne.

#### Seconde Guerre mondiale
Le 21 juin 1944 les instituteurs André Lefebvre et Marcel Leroy, qui se dirigeaient à bicyclette vers Lanloup pour une mission de résistance furent tués par les Allemands, le premier à Plouézec, le second à l'Épine-Halle en Étables, après avoir été torturé.
Originaire du Sud-Ouest, François Claverie s'installe à Plouézec en 1939 où il exerce le métier de cultivateur. Le 11 juin 1942, il est arrêté, sur dénonciation, pour détenir illégalement un vieux pistolet, une canne fusil et un vieux fusil datant de la guerre 1914-1918. Condamné à mort, il fut fusillé le 23 juillet 1942. Il avait 63 ans.

### XXIesiècle
De nos jours, l'ostréiculture tient une grande place dans l'économie de Plouézec. Mais les parcs à huitres sont tous du côté de l'anse de Paimpol - aucune ne se trouve dans l'anse de Bréhec.

## Démographie
L'évolution du nombre d'habitants est connue à travers les recensements de la population effectués dans la commune depuis 1793. Pour les communes de moins de 10 000 habitants, une enquête de recensement portant sur toute la population est réalisée tous les cinq ans, les populations de référence des années intermédiaires étant quant à elles estimées par interpolation ou extrapolation. Pour la commune, le premier recensement exhaustif entrant dans le cadre du nouveau dispositif a été réalisé en 2008.

En 2022, la commune comptait 3 129 habitants, en évolution de −2,52 % par rapport à 2016 (Côtes-d'Armor : +1,78 %, France hors Mayotte : +2,11 %).
| 1793  | 1800  | 1806  | 1821  | 1831  | 1836  | 1841  | 1846  | 1851  |
| ----- | ----- | ----- | ----- | ----- | ----- | ----- | ----- | ----- |
| 2 470 | 2 809 | 3 006 | 3 365 | 4 138 | 3 922 | 4 074 | 4 147 | 4 447 |

| 1856  | 1861  | 1866  | 1872  | 1876  | 1881  | 1886  | 1891  | 1896  |
| ----- | ----- | ----- | ----- | ----- | ----- | ----- | ----- | ----- |
| 4 459 | 4 565 | 4 645 | 4 091 | 4 685 | 4 457 | 4 715 | 4 925 | 4 561 |

| 1901  | 1906  | 1911  | 1921  | 1926  | 1931  | 1936  | 1946  | 1954  |
| ----- | ----- | ----- | ----- | ----- | ----- | ----- | ----- | ----- |
| 4 687 | 4 786 | 4 842 | 4 557 | 4 439 | 4 421 | 4 007 | 3 787 | 3 729 |

| 1962  | 1968  | 1975  | 1982  | 1990  | 1999  | 2006  | 2008  | 2013  |
| ----- | ----- | ----- | ----- | ----- | ----- | ----- | ----- | ----- |
| 3 643 | 3 481 | 3 399 | 3 124 | 3 089 | 3 181 | 3 306 | 3 338 | 3 259 |

| 2018  | 2022  | - | - | - | - | - | - | - |
| ----- | ----- | - | - | - | - | - | - | - |
| 3 153 | 3 129 | - | - | - | - | - | - | - |

## Langue bretonne
Le nom de la commune en breton est Ploueg-ar-Mor.
L’adhésion à la charte Ya d'ar brezhoneg a été votée par le Conseil municipal le 14 novembre 2008. La commune a reçu le label de niveau 2 de la charte Ya d'ar brezhoneg le 26 janvier 2018.
Le Breton parlé est dit breton du Goélo, proche du trégorrois avec des racines communes au Vannetais. Du fait de la vocation maritime de la zone, il comporte quelques particularismes issus du français mais aussi d'autres langues.
À la rentrée 2017, 50 élèves étaient scolarisés dans les filières bilingues publiques (soit 21,6 % des enfants de la commune inscrits dans le primaire).
Plouézec fait partie des communes ayant reçu l’étoile verte espérantiste, distinction remise aux maires de communes recensant des locuteurs de la langue construite espéranto.

## Personnalités liées à la commune
- Jean-Marie Jacob (1741-1801), né à Plouézec, évêque constitutionnel des Côtes-du-Nord.
- Fanch Vidament (1948-1982), peintre.

## Héraldique
| Blason de Plouézec | Blason  | D'azur au navire de trois mâts d'or habillé et flammé d'argent, voguant sur une mer de sinople, au chef d'hermine.                                             |
| Blason de Plouézec | Détails | * Il y a là non-respect de la règle de contrariété des couleurs : ces armes sont fautives (sinople sur azur). Le statut officiel du blason reste à déterminer. |

## Culture

### Musique
- Le Bagad de Plouézec, formé par l'abbé Tréhiou de 1953 à 1959, est classé en 3e catégorie.
- siiAn, chanteuse, compositrice et interprète de tendance électro-rock

### Sports
- Le club de football "Les Goëlands de Plouezec" est fondé une première fois en 1941, donc en pleine occupation allemande, par quelques jeunes de la commune, mais doit fermer le 21 mars 1942 à la suite des manifestations hostiles aux Allemands d'élèves de l'École hydrographique de Paimpol. Le club est recréé officiellement en 1971 par Michel Guillermic qui en fut le président pendant 17 ans. Mis en sommeil en 2017, il renaît en 2020[53].

### Tableaux
- Maxime Maufra : Anse de Bilfot à Plouézec près de Paimpol, huile sur toile, 80 × 110 cm, vers 1893).

## Lieux et monuments

### Patrimoine civil

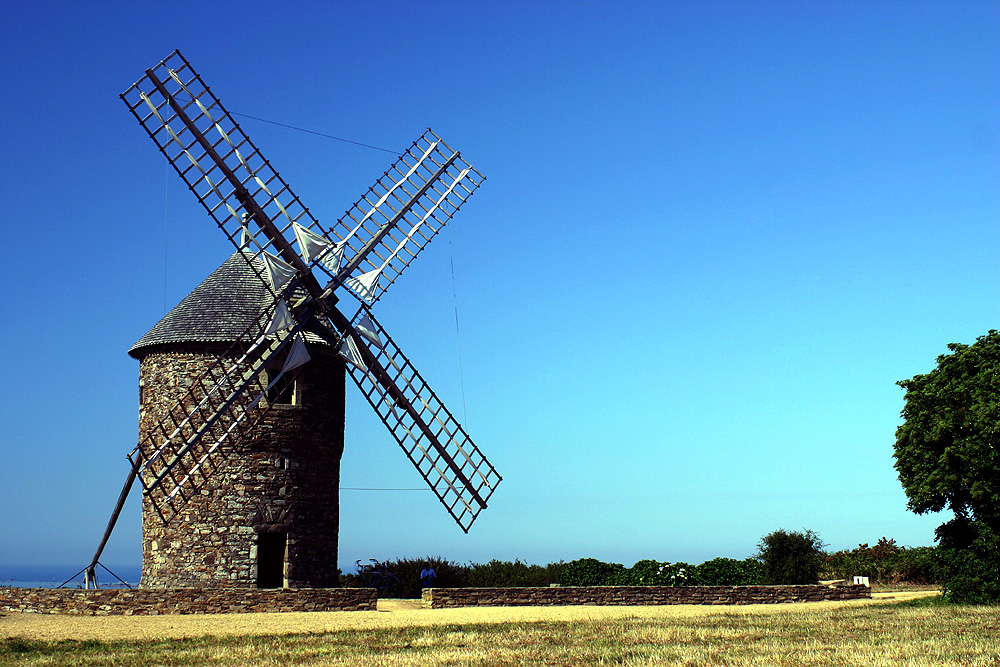
Moulin de Craca.

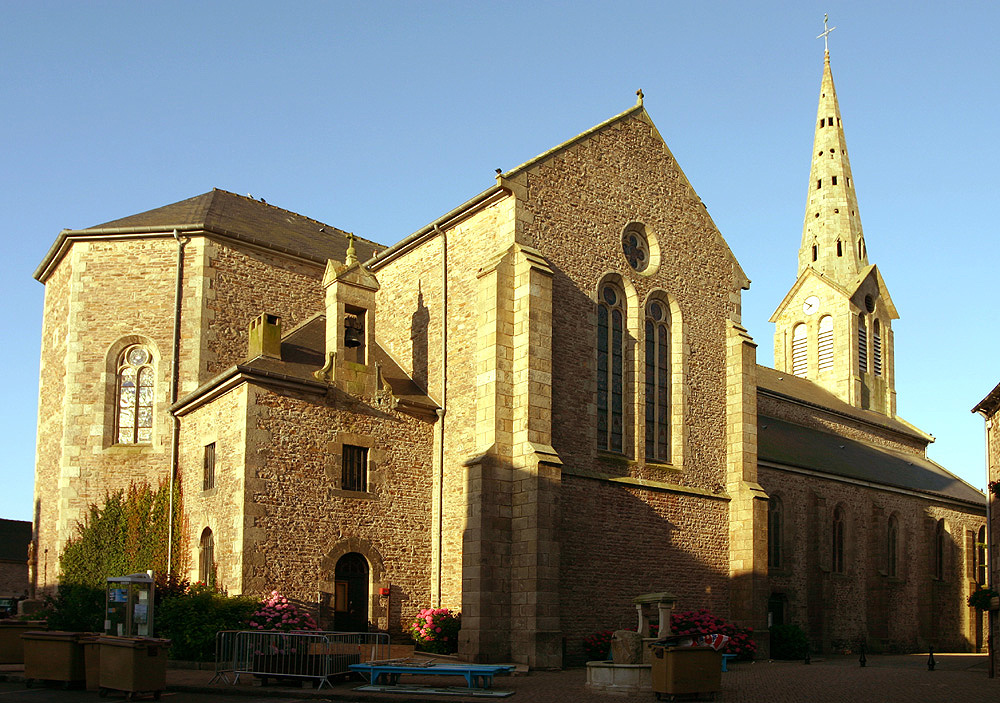
Église Notre-Dame du Gavel.

- Le moulin de Craca[54],[55] est un édifice réhabilité qui servait autrefois d'amer aux marins dans la baie de Paimpol. Ce moulin a maintenant une vocation touristique. Tous les deux ans, son site sert de cadre en août à la manifestation Noz ar Vilin (« la Nuit du moulin ») qui est un fest noz bras (grande fête de nuit bretonne). Un autre moulin similaire, le moulin à vent du Mez dit "moulin à job", se trouve plus au sud à l'état de ruines.
- Le territoire de la commune comprend aussi de nombreux manoirs (Goasfroment, Keriblanc, La Lande du Bois,...), des lavoirs (route de Boulgueff, au Clandry...), ainsi que des traces d'une voie romaine au lieu-dit Traou An Argoat.
- Le port de Port Lazo (Porz Lac'ho en breton : port de la tuerie) garde une mémoire transmise d'un massacre au IXe siècle de vikings. Il est possible que cette bataille ait en réalité eu lieu plus tard (XVe siècle) et soit en fait contre les Anglais.

### Patrimoine religieux
Plouézec compte plusieurs édifices religieux.
- Église Saint-Pierre ou Notre-Dame-du-Gavel : les travaux de construction ont commencé en avril 1848 et l'église a été consacrée le 25 octobre 1868 par l'évêque de Saint-Brieuc. Elle abrite notamment un retable en bois polychrome (fin du XVIIe siècle), un reliquaire de saint Maudez (XVIIIe siècle) ayant appartenu à l'abbaye de Beauport et transféré dans l'église paroissiale le 23 ou 27 octobre 1791, et un aigle-lutrin, œuvre des frères Corlay (XVIIIe siècle). Le décor de la voûte réalisé en 1863 est du peintre Raphaël Donguy (1812-1877).
- Chapelle Sainte-Barbe.

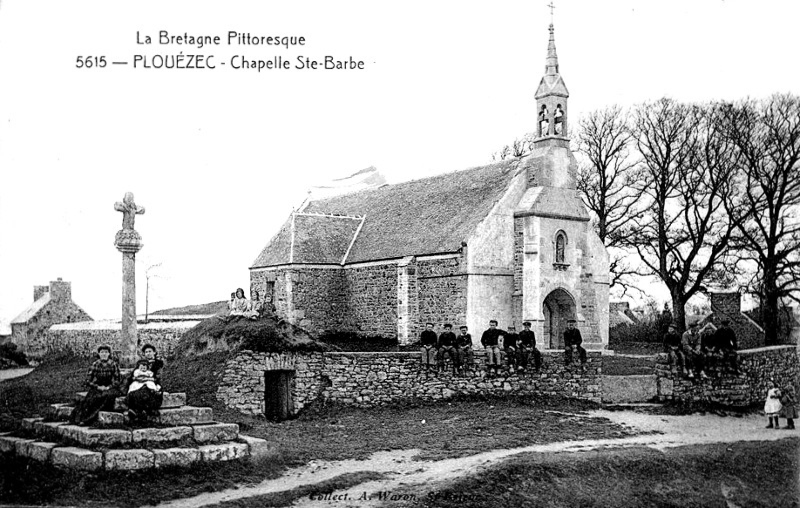
Émile Hamonic : La chapelle Sainte-Barbe (Plouezec).

- Chapelle Saint-Riom ou Saint-Laurent (XIVe-XVe siècle et 1631), elle abrite un retable daté de 1710.
- Chapelle de Paule, dépendant autrefois du manoir de Goasfroment, datant du XVIIe siècle.
- Chapelle du Petit Saint-Loup, datant du début du XIXe siècle[56].
- Croix carolingienne au croisement de la route de Traou An Argoat et de la route de Kerfot.

## Patrimoine naturel

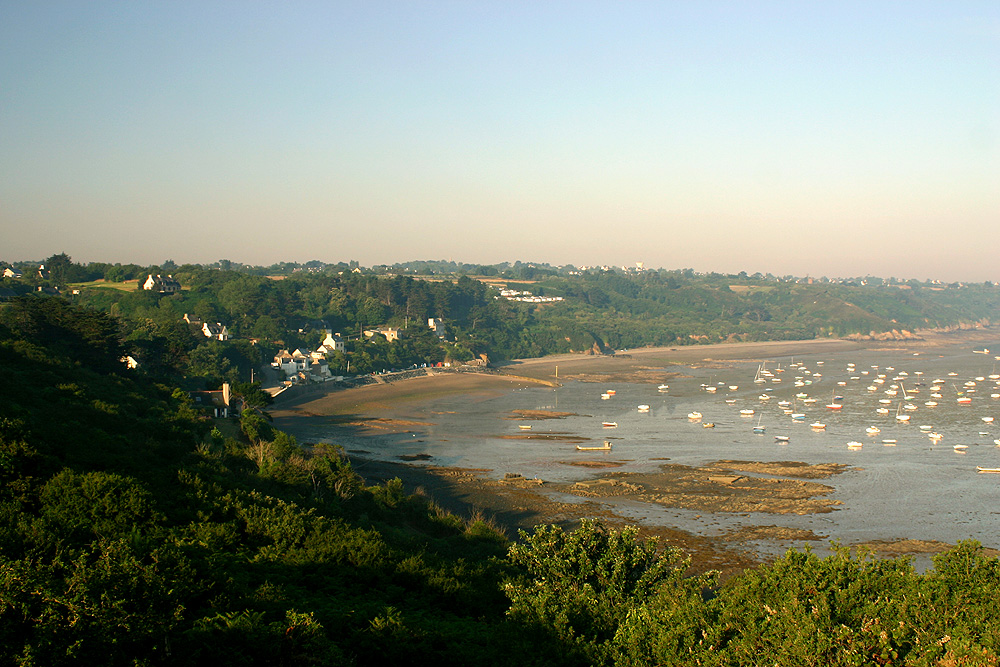
Port Lazo vu du GR34 au Bilbot sur la pointe de Plouézec.

Le patrimoine maritime de Plouézec est important, s'étalant sur 17 km de côtes : pointes de Bilfot, de Minard et de Berjul, plage et port de Bréhec, port de Port Lazo, sans compter les nombreuses grèves.
Zones naturelles d'intérêt écologique, faunistique et floristique (ZNIEFF)
Quatre zones naturelles d'intérêt écologique, faunistique et floristique (ZNIEFF) couvrent les falaises et des pans de prairies de quatre pointes de la côte de Plouézec :
- la ZNIEFF continentale de type 1 de la « Pointe de Berjul »[57], soit 30,5 hectares entièrement sur Plouézec, vise aussi un pan de forêt ;
- la ZNIEFF continentale de type 1 de la « Pointe de Minard »[58], soit 20,21 hectares entièrement sur Plouézec, vise aussi des eaux du talus et du plateau continental (eaux néritiques) ;
- la ZNIEFF continentale de type 1 de la « Pointe de Plouézec »[59], soit 28,62 hectares entièrement sur Plouézec ;
- la ZNIEFF continentale de type 1 de la « Pointe Kermor »[60], soit 42,05 hectares.

La ZNIEFF continentale de type 1 du « Vallon de Boulgueff », soit 7,42 hectares, est partagée entre Paimpol et Plouézec, le long du ruisseau de Boulgueff près de la pointe Kermor. Cette ZNIEFF vise la forêt couvrant les flancs très escarpés de la vallée du Boulgueff.
Zone de protection spéciale (ZPS, directive Oiseaux)
Toute la côte de la commune dont les falaises, et une partie de territoire près de Cosquellou sont incluses dans la zone de protection spéciale (ZPS) de « Tregor Goëlo », un site Natura 2000 selon la directive Oiseaux qui couvre 91 228 hectares répartis sur 27 communes des Côtes-d'Armor.
Zone spéciale de conservation (ZSC, directive Habitat)
La même surface de commune est également incluse dans la Zone spéciale de conservation (ZSC) de « Tregor Goëlo », un site d'intérêt communautaire (SIC) selon la directive Habitat qui couvre au total 91 438 hectares et les mêmes communes que la ZSC éponyme.
Terrains acquis par le Conservatoire du Littoral
Le Conservatoire du Littoral acquis deux lots de terrains :
L'espace protégé et géré de « Beauport - Kerarzic », soit 117 062 hectares soumis à un arrêté de protection de biotope passé le 23 octobre 1984. Partagé entre Kerfot, Paimpol et Plouézec, il couvre une grande partie du port de Kerity et des terrains morcelés le long du fleuve Le Corre et de son dernier affluent en rive droite. Sur la commune de Plouézec, il inclut l'étang du moulin de Danet et les flancs de vallée des deux cours d'eau : jusqu'à la limite de communes avec Kerfot pour le Corre, et pour son affluent jusqu'au sous-affluent en provenance de Quévezou.
L'espace protégé et géré des « Falaises du Goëlo », soit 148 287 hectares soumis à un arrêté de protection de biotope passé le 18 février 1997. Il s'agit d'un ensemble de petits terrains disséminés le long des falaises et de cours d'eau de la région. Sur la commune il s'en trouve à la pointe de Plouézec, Porz Donan et le long du ruisseau du même nom, pointe de Kerlite, pointe de Minard, le Questel et vers Beg Min Rouz (anse de Bréhec).